# Майо-Чінчіпе (річка)
Майо-Чінчіпе (ісп. Río Mayo-Chinchipe) — річка на кордоні між Еквадором та Перу, ліва притока Мараньйон.

## Географія
Злиття річок Нумбала і Паланда в Еквадор, в провінції Самора-Чинчипе, в національному парку Подокарпус і є початком річки Майо-Чінчіпе. У провінції Самора-Чинчипе, в Еквадорі, має назву Чінчіпе. Потім річка протікає через регіони П'юра, Кахамарка і Амазонас в північній частині Перу, тече за 7 км на схід від міста Сан-Ігнасіо. В цій місцевості вона називається Чукумайо або Майо.
Басейн, утворений річкою займає площу 9686,96 км².
Впадає в річку Мараньйон, трохи нижче поселення Асерілло.

## Притоки
- Чірінос (Chirinos) — Перу
- Табаконас (Tabaconas) — Перу
- Ісіманчі (Isimanchi) — Еквадор
- Канчіс (Canchis) — Еквадор
- Уанкабамба (Huancabamba)
- Паланда (Palanda) — Еквадор
- Нумбала (Numbala) — Еквадор